# 索拉尔 (漫画)
索拉尔（英語：Solar），是最早在金钥匙漫画出来的一位超级英雄，本名叫雷蒙德·索拉尔，是个物理学家。在一次核爆事故承受大量辐射，自己就变成纯能量的生命形态，能转化成各种形式的能量。